# Tuvia Bielski
Tuvia Bielski (8. května 1906 – 12. června 1987) byl polským vojákem židovského původu a později vůdcem guerillové skupiny zvané Bielskije partyzáni (či Bielského partyzáni nebo partyzáni Bielských). Tato skupina, kterou tvořili čtyři bratři Bielští a jejich spolubojovníci, operovala v lese Naliboki na území dnešního Běloruska (bývalé východní Polsko) během druhé světové války v letech 1942–1944. Skupině se podařilo zachránit více než 1200 Židů před likvidací ze strany nacistů. Po válce se Tuvia Bielski dostal nejprve do Izraele a následně do USA, kde v roce 1987 zemřel. V roce 2008 byl o skupině natočen film Odpor. Tuviu Bielskiho si v něm zahrál herec Daniel Craig.